# 吏部
吏部是中國古代官署之一。

## 历史
东汉始置吏曹，改自尚书常侍曹，魏晋以后称吏部。隋、唐、五代，列为尚书省六部之首，長官稱為吏部尚書。「吏」指文職官員，多是「官吏」齊稱，相等於現代的文職公務員。
吏部下设吏部司、司封司、司勋司、考功司，掌管天下文官的任免、考课、升降、勋封、调动等事务。唐朝前期主持科举考试，开元二十四年（736年）将主试权转礼部管辖。唐朝中期，尚书省职权为诸使职侵夺，本部对于官员的任免权力也日渐削弱。长官称吏部尚书，置吏部侍郎二人。一度曾改称司列、天官、文部，旋复旧。后代相沿不改。唯宋代使职盛行，吏部职务为审官院、东西铨所掌，吏部尚书亦不治本部事。

### 明代吏部
- 吏部尚書一人正二品
- 左、右侍郎各一人，正三品
- 司務廳司務二人，從九品
- 文選、驗封、稽勳、考功四清吏司，各郎中一人，正五品，員外郎一人，從五品，主事一人，正六品。
- 洪武三十一年增設文選司主事一人。正統十一年增設考功司主事一人

### 清代吏部
- 吏部尚書，初制，滿洲一品，漢人二品。順治十六年改滿尚書二品。康熙六年復故，九年仍改正二品。雍正八年俱定從一品。各部同。
- 左、右侍郎，初制，滿洲、漢軍二品，漢員三品。順治十六年改滿侍郎三品。康熙六年復故，九年仍改正三品。雍正八年俱定從二品。各部同。俱滿、漢一人。

其屬：
- 堂主事，初制四品。順治十六年改六品。康熙六年陞五品，九年定正六品。各部同。清檔房滿洲二人，漢本房滿洲二人，漢軍一人。
- 司務廳司務，初制從九品。乾隆三十年定正八品。各部同。滿、漢各一人。繕本筆帖式，十有二人。
- 文選、考功、驗封、稽勳四清吏司：郎中，初制三品。順治十六年改五品，尋陞四品。康熙六年仍改三品，九年定正五品。各部同。滿洲九人，文選四人，考功三人，驗封、稽勳司各一人。蒙古一人，文選司置。漢五人。文選二人，餘各一人。員外郎，初制四品。順治十六年改五品。康熙六年復故，九年定從五品。各部同。宗室一人，稽勳司置。滿洲八人，文選三人，考功、驗封各二人，稽勳一人。蒙古一人，考功司置。漢六人。文選三人，餘各一人。主事，宗室一人，稽勳司置。滿洲四人，司各一人。蒙古一人，驗封司置。漢七人。文選三人，考功二人，餘各一人。筆帖式，宗室一人，滿洲五十有七人，蒙古四人，漢軍十有二人。學習行走者，有額外司員、七品小京官。各部同。

### 民國之後
在孫中山的五權憲法中改為考試院，後來一部份權力又歸入行政院人事行政總處。

## 其他地区
受中國文化影響，朝鮮半島的高麗王朝也設有吏部，其首長為吏部尚書。至朝鮮王朝時期，改稱吏曹，首長改稱吏曹判書。越南古代亦設有吏部的機構。

### 朝鮮半岛
高麗王朝的吏部屬尚書省，設吏部尚書一名，次官為吏部侍郎。忠烈王時改制，與禮部合併為典理司，長官稱判書。
朝鮮王朝時期，吏曹的本曹設置官員九名，分別為判書一名（正二品）、參判一名（從二品）、參議一名（正三品）、正郎三名（正五品）、銓郎三名（正六品）。吏曹之下設有文選司、考勳司、考功司。

### 日本
受中国唐代文化影响，日本古代相应采取了二官八省制，设立式部省主管文官之人事、朝仪、学校等事务。758年至764年间改名为文部省，其后相沿至近现代。

## 延伸阅读
[在维基数据编辑]
 《欽定古今圖書集成·明倫彙編·官常典·吏部部》，出自陈梦雷《古今圖書集成》